# Sadıkbey, Afyonkarahisar
Sadıkbey là một xã thuộc thành phố Afyonkarahisar, tỉnh Afyonkarahisar, Thổ Nhĩ Kỳ. Dân số thời điểm năm 2011 là 1.89 người.